# Prorasea simalis
Prorasea simalis là một loài bướm đêm trong họ Crambidae.